# Велик везир
Великият везир (صدر اعظم, وزیر اعظم; на турски: Sadrazam) с етимология от персийската дума „везир“ (وزير), е главният министър на султана на Османската империя (подобно на министър-председател), ползвайки се с абсолютното персонално доверие на държавния глава.
Великият везир се назначава и сваля само от османския султан в периода до Танзимата.
Великият везир е държател и съхранител на държавния печат на Османската империя. Великият везир свиква заседанията на дивана, в които участват другите везири. Заседанията на дивана са се провеждали в специална стая, наричана „под купола“ в Топкапъ сарай. Службата на великия везир се е помещавала във Високата порта.
В периода на съграждане и укрепване на Османската империя до 1364 г. е използван само терминът „везир“. Първият от везирите, който получава титлата „велики везир“, е Чандарлъ Кара Халил Хайредин паша по времето на Мурад I (майка му е от персийски произход), през 1364 г. Първият велик везир е инициатор за въвеждането на кръвен данък и за създаването на еничарския корпус, който е в основата на османската военна и политическа мощ до 1826 г.
По времето на великите везири от рода Кьопрюлю през втората половина на 17 век ролята на великя везир достигнала своя пик. Отличителни черти при управлението на наследствените велики везири Кьопрюлю били затягането на военната дисциплина, повишаване на приходите в хазната и организирания финален военен поход към Централна Европа. Той завършва трагично за османците с битката при Виена, последвана от Голямата турска война с Карловецкия мирен договор от 1699 г. и Константинополския мирен договор от 1700 г.
След ликвидирането на еничарския корпус (1826) и с началото на Танзимата (1839) великите везири придобиват статут, подобен на министър-председателите в европейските страни.